# Tenchijin (tiểu thuyết)
Tenchijin (天地人, Hán-Việt: thiên địa nhân) là tác phẩm tiểu thuyết lịch sử của Hisaka Masashi, một tác gia xuất thân từ tỉnh Niigata. Nhân vật chính của tác phẩm là Naoe Kanetsugu, quan Karō của nhà Uesugi. Tiểu thuyết gồm 460 hồi được công bố từ năm 2006, đăng liên tục trong 1 năm 3 tháng trên 13 tờ báo như Shinano Mainichi Shimbun, Fukushima Minpō, Yamagata Shimbun, Niigata Nippō, Nara Shimbun,...
Tranh minh họa trong tác phẩm do Nakamura Mami thực hiện.

## Nội dung
Tác phẩm viết về cuộc đời của nhân vật Naoe Kanetsugu kể từ khi theo Uesugi Kenshin, bá giả xứ Echigo, học tinh thần trượng nghĩa từ Kenshin, sống sót qua thời Chiến quốc loạn lạc, đối đầu với các thế lực mạnh đương thời như Oda Nobunaga, Toyotomi Hideyoshi, Tokugawa Ieyasu,... cho đến lúc bị chuyển sang phiên Yonezawa sau trận Sekigahara. Hình tượng Kanetsugu được miêu tả trong tiểu thuyết là một nhân vật luôn hết lòng vì nước, luôn tâm nguyện mang lại hạnh phúc cho trăm họ.

## Xuất bản thành sách
Tác phẩm này được xuất bản thành sách tankōbon với 3 quyển:
- Tenchijin (Jō) Ten no maki (Thiên địa nhân, quyến thượng: Thiên). ISBN 978-4140055533
- Tenchijin (Chū) Chi no maki (Thiên địa nhân, quyển trung: Địa). ISBN 978-4140055540
- Tenchijin (Ge) Jin no maki (Thiên địa nhân, quyển hạ: Nhân) ISBN 978-4140055557

## Điện ảnh
Tác phẩm này đã được dựng thành phim truyền hình, được đài NHK trình chiếu trong năm 2009. (NHK Taiga Drama)

## Các thể loại khác
Manga
- Tenchijin

Nguyên tác: Hisaka Masashi
Vẽ tranh: Tanaka Tsukasa
Kịch bản: Komatsu Eriko